# Les Enragés (film, 1985)
Pour les articles homonymes, voir Les Enragés.
Pour plus de détails, voir Fiche technique et Distribution.
Les Enragés est un film français réalisé par Pierre-William Glenn, sorti en 1985.

## Fiche technique
- Titre français : Les Enragés
- Réalisation : Pierre-William Glenn, assisté d'Olivier Péray
- Scénario : Gérard Brach
- Photographie : Jean-Claude Vicquery
- Montage : Thierry Derocles
- Musique : Vincent Gemignani, Alain Lecointe, Jacky Liot
- Décors : Willy Holt
- Son : Michel Desrois
- Producteurs : Claude Berri et Michelle de Broca
- Directeur de production :	Michel Nicolini
- Société de production : Fildebroc Productions, FR3 Cinéma , Renn Productions (Paris)
- Société de distribution : AMLF, Pathé Distribution
- Pays d'origine :  France
- Format : Couleurs
- Genre : Film dramatique
- Durée : 95 minutes (1 h 35)
- Dates de sortie : 
  -  France : 9 janvier 1985

## Distribution
- Fanny Ardant : Jessica Melrose
- François Cluzet : Marc, dit 'Teuf-Teuf'
- Jean-Roger Milo : Laurent, dit 'La Sueur'
- Marie Rousseau : Nadine
- François Lauzon : Le curé